# Leptogorgia parva
Leptogorgia parva är en korallart som beskrevs av Bielschowsky 1918. Leptogorgia parva ingår i släktet Leptogorgia och familjen Gorgoniidae. Inga underarter finns listade i Catalogue of Life.